# Grecia
|  | No s'ha de confondre amb Grècia. |

Grecia o Ciudad de Grecia és la capital del cantó de Grecia a la Província d'Alajuela a Costa Rica. És també el nom de districte que inclou la ciutat. El Districte de Grecia cobreix una àrea de 6,86 km² i té una població de 17.297. La ciutat és a una altitud de 999 metres sobre el nivell del mar aquesta assentada en la Cordillera Central sobre la vora oriental de la Vall Central. La ciutat, anomenada en una ocasió "la ciutat més neta", és a 20 quilòmetres al nord-oest de la ciutat capital de la província d'Alajuela, a 27 quilòmetres de l'aeroport Juan Santamaría i a 45 quilòmetres de la capital nacional de Costa Rica la ciutat de San José.
La Ciutat de Grecia o Districte de Grecia es divideix en 8 barris (Carmona, Chavarría, Colón, Jiménez, Pinos, Rincón de Arias, San Antonio i San Vicente) i un poblat (Celina). Grecia és el districte que alberga el percentatge poblacional més alt amb gairebé un 30% de la població total.
Grecia destaca per la seva singular església de Nuestra Señora de las Mercedes, feta de planxes d'acer prefabricades i pintades de color vermell.Hi ha diverses llegendes urbanes sobre aquesta església. Una relata que l'església va ser donada per alguns país estranger i enviat a Grecia com un regal, però va ser enviat erròniament a Grecia, Costa Rica. Una altra llegenda afirma que la destinació final de l'església era la ciutat de Punta Arenas a Xile, però va ser desembarcar, per error, al port de Puntarenas, Costa Rica i posteriorment enviat a la ciutat de Grecia on es fou muntada. No obstant això, els registres mostren clarament que la instrucció, enviament, i construcció de l'església van ser un esforç coordinat de la població de Grecia i de l'església catòlica, a més del Govern de Costa Rica i de Alejo E. Jiménez Bonnefil (1858-1922), un productor de cafè de Costa Rica, es diu que el material per muntar l'edificació fur provinent de tallers de la Société de Couvillet a Bèlgica, a finals del segle xix.